# 북중국 강괴

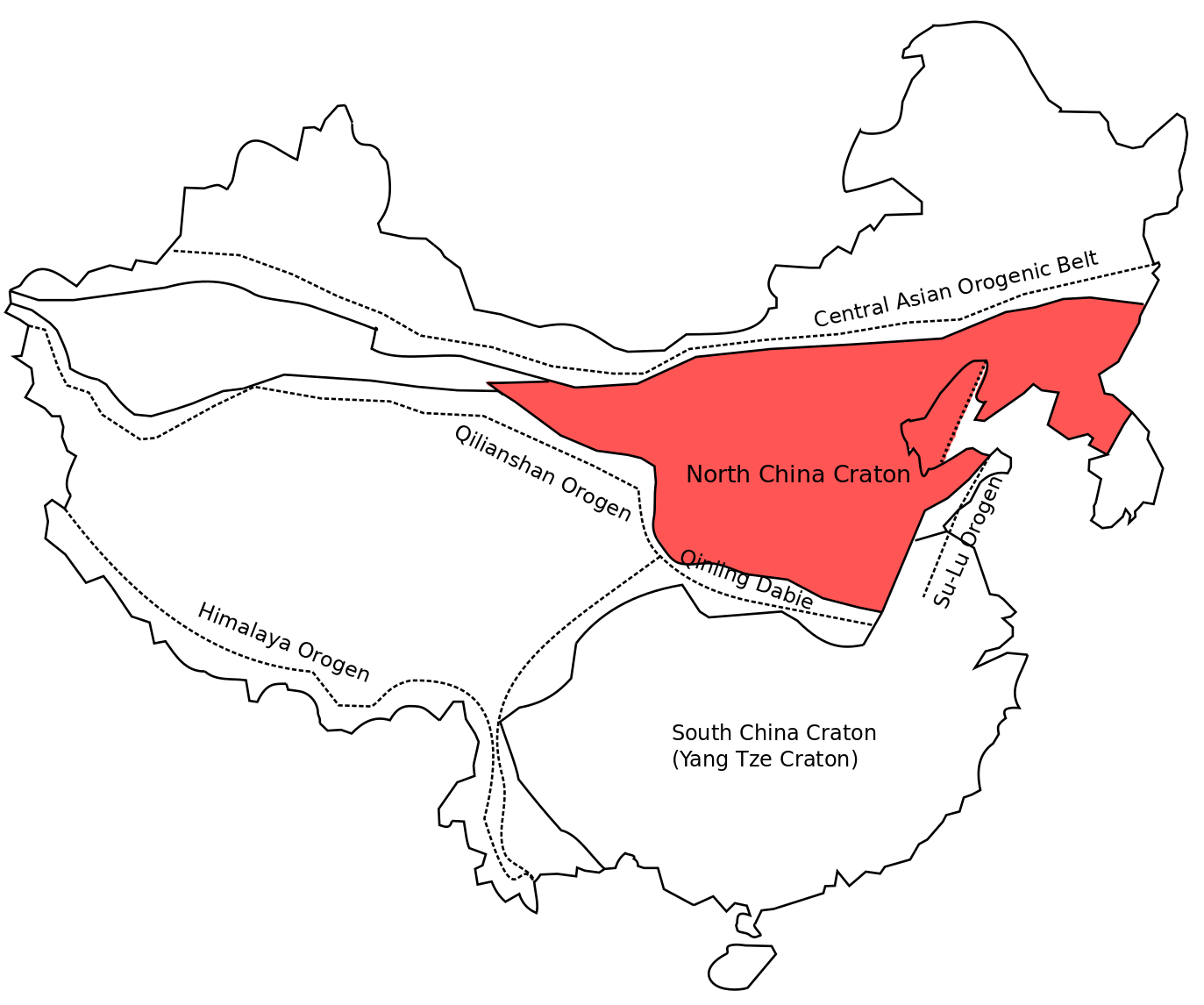
북중국 강괴와 그를 둘러싸고 있는 지질학적 구조대를 나타낸 지도. 북중국 강괴는 중국 동북부, 내몽골, 황해, 북한까지 총 1.7x10^{6} km^{2} 면적을 차지하고 있다.

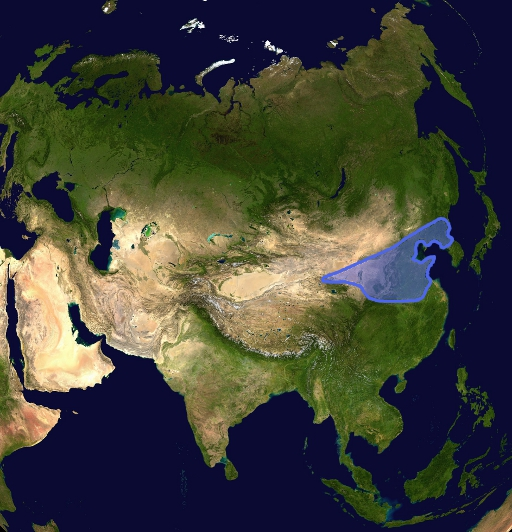
북중국 강괴의 영역을 지도에서 그린 모습.

북중국 강괴(North China Craton, 약자로 NCC, 중국어: 華北陸塊 화베이루콰이[*]) 혹은 북중국 대륙괴, 북중국 지괴, 한중 강괴(Sino-Korean craton)는 지구상에서 가장 복잡하고도 완전한 화성암, 퇴적암, 변성암 지층을 가지고 있는 대륙 지각괴이다. 북중국 강괴는 중국 동북부, 내몽골, 황해, 북한 지역에 있다. 지각괴라는 단어는 지구의 지각의 여러 조각 중 하나를 의미하는 것이며, 그 중 강괴라는 단어는 큰 대륙에서 안정하고, 가볍고, 단단한 조각을 가리킨다. 대륙 지각(cratonic crust)은 기본적으로 폭이 200 km 정도로 두껍고 다른 지역에 비해 상대적으로 차가우며 밀도가 낮다는 특성이 있다. 북중국 강괴는 오랜 기간 안정된 고대의 강괴로 "강괴 우물"의 정의에도 정확하게 부합하는 사례이다. 하지만 북중국 강괴는 후기 들어 깊은 부분에서 일부 파괴 현상이 나타나는 "탈강괴화" 현상이 일어나고 있으며 이는 북중국 대륙 지역도 지질학적으로 더 이상 안정하지 않다는 증거가 된다.
북중국 강괴는 초기에는 독립적인 지각 활동을 하는 대륙에서 분리된 하나의 단편이었다. 고원생대(25억-18억년 전) 때엔 대륙들이 초대륙과 충돌해 합쳐지는 상호작용을 거치면서 부딪히기 전 경계 지역에는 변성암으로 된 띠 지역이 만들어졌다. 강괴가 어떻게 형성되는지에 대한 정확한 과정은 아직 밝혀지지 않고 있다. 강괴가 형성된 이후 오르도비스기(4억 8천만년 전)까지 안정적으로 유지되었다. 이후 강괴 동쪽 기반이 불안정해지면서 불안정의 시기로 접어들었다. 시생누대 및 고원생대(46억년-16억년 전)에 형성되었던 암석은 기반 파괴 과정에서 겹쳐지는 현상이 일어났다. 이 강괴는 지각 활동 기록 외에도 철광석 및 희토류 원소와 같은 중요한 광물 자원과 화석 기록이 남아 있다.

## 판구조론적 특성

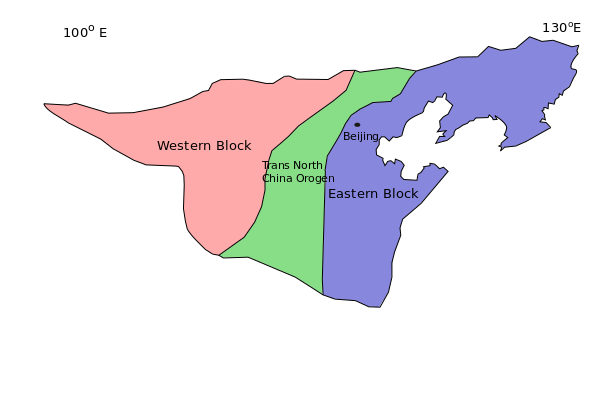
북중국 강괴는 "북중국 횡단 조산대"(Trans-North China Orogen)를 기준으로 동부 지각괴와 서부 지각괴 2개로 나눌 수 있다. 두 지각괴는 서로 다른 뚜렷한 특징을 가지고 있다.

북중국 강괴의 면적은 대략 1,500,000 km2로 그 경계는 여러 산맥(조산대)로 나눌 수 있는데 북쪽은 중앙아시아 조산대(CAOB), 서쪽으로는 치롄 조산대, 남쪽으로는 친링-다비 조산대(QOB, Qiling- Dabie-Sulu), 동쪽으로는 술루 조산대이다. 대륙괴 가운데를 위아래로 관통하고 있는 조산대인 옌산 북중국 조산대가 강괴의 동쪽과 서쪽을 나눈다.
북중국 강괴는 100–300 km 길이의 북중국 횡단 조산대(중앙 조산대 혹은 진-유 조산대라고도 부름)을 기준으로 2개의 지각괴 단편인 동부 지각괴와 서부 지각괴로 나뉜다. 동부 지각괴는 안산-번시 남부, 허베이성 동부, 지린성 남부, 랴오닝성 북부, 미윈-청두 지역, 산둥성 서부 영역을 포괄한다. 이 지역은 현생누대 강괴 기반 파괴 활동이 시작된 후 지진과 같은 지질 활동이 증가하였다. 동부 지각괴는 용암 흐름이 강하고, 암석권이 얇으며 지진 활동이 많다는 특징이 있다. 동부 지각괴는 탕산 지진과 같이 릭터 규모 8 이상의 지진이 일어나 수백만 명이 사망하기도 했다. 이러한 지질학적 불안정성은 암석권의 가장 얉은 부분에 맨틀 뿌리부분이 자리잡았기 때문이다. 맨틀 뿌리가 얇아지며 강괴가 불안정해져 지진 발생층이 약해지고, 이 때문에 지각에서 지진이 일어나기 쉬워졌다. 동부 지각괴는 포획암 증거로 한 때 두꺼운 맨틀 뿌리를 가지고 있었다고 추정되지만 중생대 이후부터 점점 얉아진 것으로 추정된다. 서부 지각괴는 헬란 산맥-첸산 지역, 다칭-울라산 지역, 구양-우촨 지역, 셔텅, 지닝 지역을 포괄한다. 서부 지각괴는 두꺼운 맨틀 뿌리 덕분에 지질학적으로 더 안정하다. 선캄브리아 시대 이후로는 내부 변형이 거의 일어나지 않았다.

## 지질학적 특징
북중국 강괴 암석들은 선캄브리아기(46억년-5억 4,100만년 전) 시기 기반암으로 이루어져 있으며 가장 오래된 지르콘은 41억년 전 것이고 가장 오래된 암석은 38억년 전 것이다. 이후 선캄브리아기 암석들은 현생누대 시기 퇴적암이나 화성암에 가로눕혀졌다. 현생누대 시기 암석은 대부분 변성되지 않았다. 동부 지각괴는 시생누대 초기부터 후기(38억년-30억년 전) 토날라이트-트로젠마이트-화강섬록암 편마암, 화강 편마암으로 이루어져 있고 일부는 초고철질, 규장질 화성암과 25억년 전 조산 운동으로 형성된 화강암 구조의 변성퇴적암으로 이루어져 있다. 이 암석들은 고원생대 시기 열곡 분지에서 형성된 암석들 위에 가로눕혀졌다. 반대로 서부 지각괴는 시생누대(26억-25억년 전) 시기의 토날라이트-트로젠마이트-화강섬록암 기반암에 고철질 화성암, 변성퇴적암으로 이루어져 있다. 시생누대 기반암은 흑연이 함유된 규선석류 편마암과 같은 다양한 종류의 변성암으로 구성된 고원생대 콘돌라이트 지층에 부정합하게 가로눕혀졌다. 현생누대에는 다양한 성질을 가진 퇴적물이 쌓인 퇴적암으로 되어 있는데, 예를 들어 탄산염암과 석탄이 혼합된 바위는 석탄기 말에서 페름기 초(3억 7백만년-2억 7천만년 전)에, 트라이아스기 초기에서 중기에 걸쳐 얉은 호수 바닥 환경에서 침전된 보라색 모래가 포함된 이암이 형성되었을 때 생성되었다. 퇴적 외에도 현생누대 탈강괴화 이후에 최소 6번의 마그마 활동 단계가 있었다. 쥐라기부터 백악기(1억년-6,500만년 전) 시기 퇴적암은 화산 활동으로 화산암과 섞이는 경우가 많았다.

## 친링-다비-술루 충돌대
북중국 판과 남중국 판의 충돌은 고생대 페름기 초기부터 쥬라기 초기 사이에 발생하였다. 이 충돌 과정에서 남중국 판은 북중국 판 아래로 섭입하기 시작하였으며, 남중국판의 북단에 다비-술루(Sulu) 조산대가 발달하였다. 남중국판 동부의 북동 방향 움직임으로 인해 지진원이 되는 좌향 이동 단층인 탄루 단층이 발달하고, 이 단층은 다비-술루 조산대를 다비(Dabie) 지역과 술루(Sulu) 지역으로 나눈다. 중국 동부와 황해의 단층과 분지들은 북중국판과 남중국판의 충돌 혹은 그 이후의 지구조적 발달 과정에서 생성되었으며, 초고압 및 고압 변성암들의 발견은 다비-수루 조산대에서의 충돌을 뒷받침한다.

## 판구조론적 변화
북중국 강괴는 지구 전체를 통틀어 가장 복잡한 지각 활동을 겪은 곳이다. 가장 중요한 지각 변형 사건은 약 30억년에서 16억년 전 선캄브리아 시대에 매우 작은 미소대륙괴들이 서로 충돌하고 융합하여 강괴를 형성한 때인데 이 지각 변성의 이론은 여러 설이 제기되고 있다. 중생대에서 신생대 시기(약 1억 4,600만년 전에서 260만년 전)에는 선캄브리아 시대의 지층이 광범위하게 변성되거나 지각 활동을 하였다.

### 선캄브리아 시기 (46억년-16억년 전)

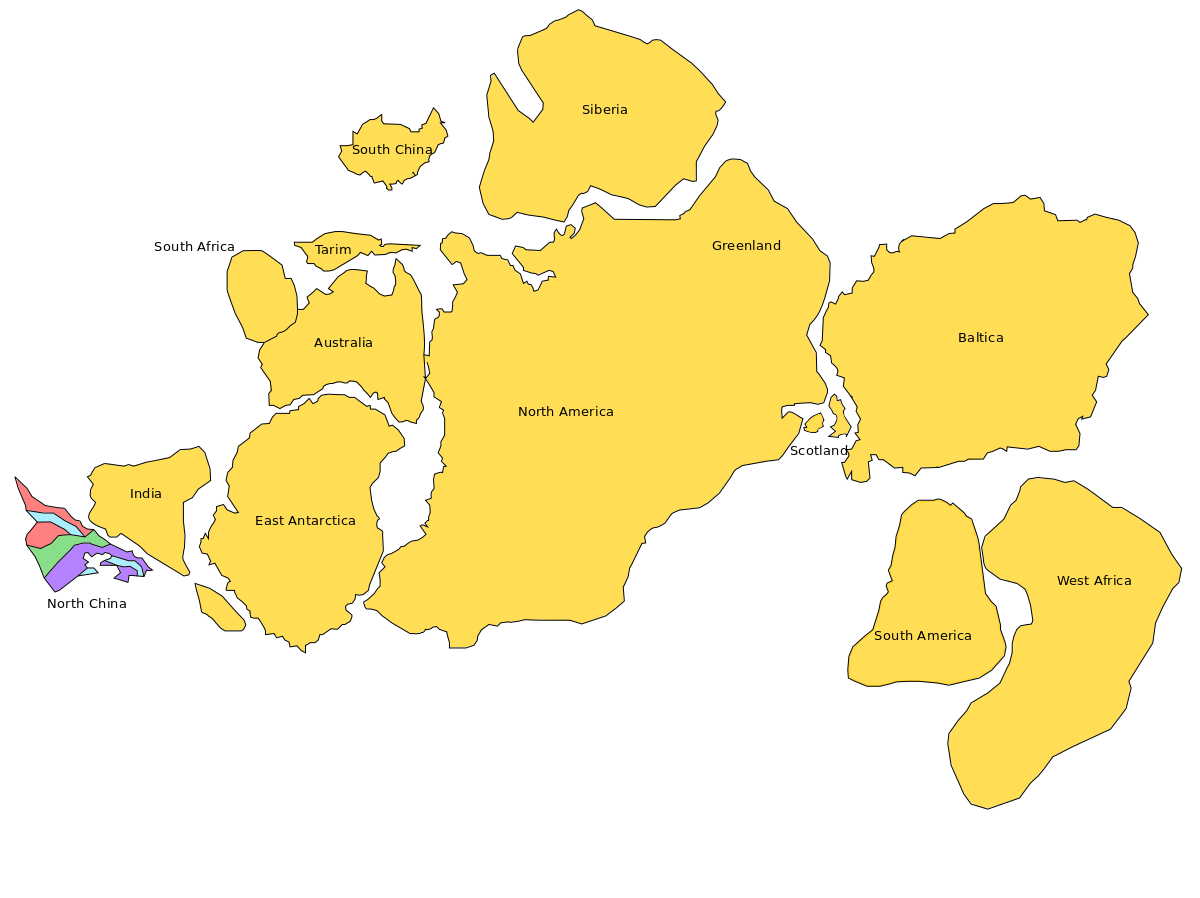
선캄브리아 시기 만들어진 컬럼비아 초대륙의 추정 지도이다. 빨강은 북중국 강괴 동부 지각괴이고, 보라는 서부 지각괴이며 초록은 북중국 횡단 조산대, 파랑은 북중국 강괴에 존재하는 기타 조산대들이다. 이 지도는 자오 외 연구팀 2011년 연구, 산토시 2010년 연구를 바탕으로 수정되었다.

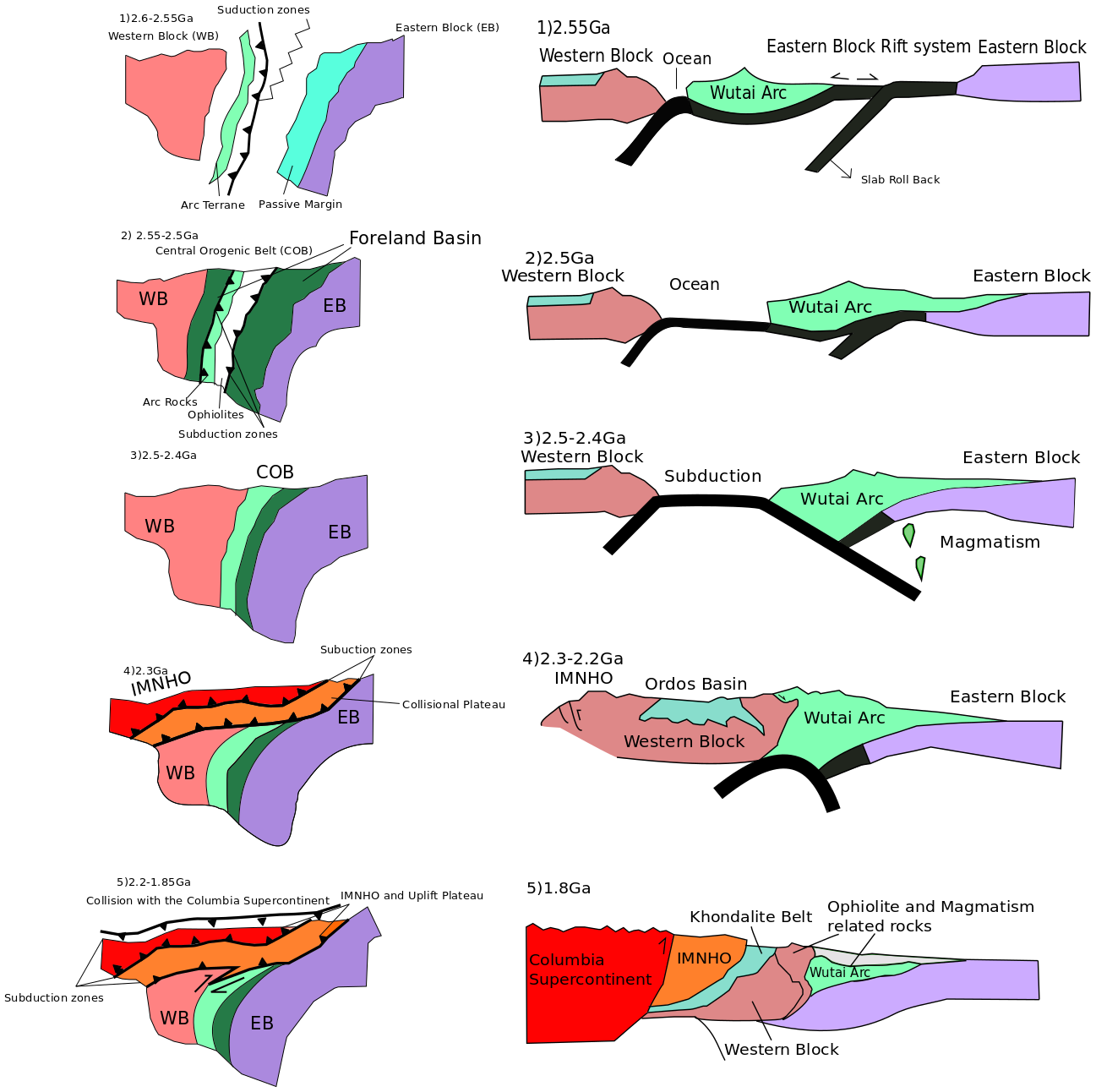
2.5 Ga 전 강괴 합병 모델 지도.(1차 모델, 내몽골-화베이 북부 조산대 이론)
1)-2) 동부 지각괴가 후퇴하며 섭입하여 발생한 고(古) 지구대가 생성되었다가 움직임을 멈췄다.
3) 동부와 서부 지각괴 사이 섭입대가 발달하고, 판이 섭입해 침하하면서 마그마 풀룸이 발달하는 곳이 생기며 용암이 지상으로 분출된다. 북중국 강괴가 완전히 하나로 합쳐진다.
4) 서부 지각괴가 북쪽 섭입대의 호지구대(arc terrane)로 계속 이동하며 변성되면서 내몽골-허베이 북부 조산대가 형성된다.
5) 북중국 강괴가 컬럼비아 초대륙과 충돌하여 화베이 지역에 변성, 변형 작용이 일어났다.
쿠스키의 2011년, 2003년 모형을 사용하였다.

북중국 강괴의 선캄브리아 시기 지구조론은 복잡하다. 강괴의 지구조론적 변화를 설명하기 위해 여러 학자들이 다양한 모델을 제시했는데, 그 중 그 중 쿠스키(Kusky, 2003년, 2007년, 2010년)와 자오(Zhao, 2000년, 2005년, 2012년) 두 모델이 주된 학설로 꼽힌다. 두 모델의 가장 큰 차이점은 각각 25억년 전, 18억년 전 북중국 강괴에서 일어난 선캄브리아기 변성 사건을 어떻게 해석하는지이다. 쿠스키는 25억년 전의 변성 사건이 고대 미소대륙괴가 강괴로 합쳐지는 바로 그 사건이라고 주장한 반면, 자오는 강괴로 합쳐지는 사건은 그 이후라고 주장했다.

#### 쿠스키 모델: 2.5 Ga 강괴 합병 모델
쿠스키의 모델에서는 25억년 전 미소대륙괴가 다음 일련의 과정을 통해 하나로 합쳐졌다고 분석하고 있다. 우선 선사 시대(46억-25억년 전)강괴의 암석권이 발달하기 시작했다. 38억년에서 27억년 전에는 고대의 미소대륙괴들이 서로 합쳐지기 시작해 각각 동부 지각괴와 서부 지각괴를 형성하였다. 각 지각괴가 형성되는 시기는 강괴 내 발견되는 암석의 연대로 추정했다. 대부분의 암석은 약 27억년 전에 형성되었으며 일부 미소광물은 약 38억년 전 형성된 것으로 밝혀졌다. 이후 동부 지각괴는 약 27억년에서 25억년 전 서부 지각괴의 끄트머리와 충돌해 지구대를 만들며 변형을 겪었다. 중앙 조산대를 통해 지구대의 존재를 밝혀냈으며, 지구대의 나이는 약 27억년으로 추정했다. 중앙 조산대에는 오피올라이트와 지구대의 흔적이 남아 있다.
약 25억년에서 16억년 전 고원생대 시기에는 충돌과 합병 과정이 일어나기 시작했다. 25억년에서 23억년 전 사이 동부 지각괴와 서부 지각괴가 서로 충돌하고 하나로 합쳐지면서 가운데에 중앙 조산대를 두고 북중국 강괴가 형성되었다. 중앙 조산대의 경계는 랴오닝성 서부에서 허난성 서부까지로 길이 약 1,600 km의 시생누대 지층으로 이루어져 있다. 쿠스키는 합병 과정의 지질학적 상황이 서쪽으로 경사를 가진 섭입대가 형성되어 있는 열도였을 것이라 추정했다. 두 지각괴는 동부 지각괴의 서부 경사 섭입대에서 한데 합쳐졌다. 충돌이 일어난 시기는 이 지역에 존재하는 화성암의 결정체화 연령과 중앙 조산대의 변성화 시기로 결정할 수 있다. 쿠스키는 세계의 여타 다른 지역에서 볼 수 있는 조산대의 사례에서 변성 사건이 양쪽 모두 시기 측면에서 거의 밀접하게 비슷하게 관측되는 것과 같이 두 지각괴의 충돌이 열개화 사건이 일어난 직후 일어났다고 주장하고 있다. 북중국 강괴가 한데 합쳐진 후, 약 23억년 전 강괴의 북쪽 가장자리가 열도 지층과 충돌하면서 서부 지각괴의 내몽골-허베이 조산대가 형성되었다. 열도 지층은 약 25억년 전 충돌 사건 당시 충돌 이후 발산 단계에 있던 바다에서 형성된 것이었다.
국지적 규모의 변성 사건과는 별개로 지역적 규모에서 강괴가 상호작용하고 변성되는 사건도 있었다. 강괴 형성 이후에는 컬럼비아 초대륙과 상호작용하였다.  약 19억 2천만년에서 18억 5천만년 전 컬럼비아 초대륙이 형성되던 당시 강괴의 북쪽 가장자리 부분이 다른 대륙과 충돌하였다. 마지막으로 강괴의 지각 구조가 확장되어 약 18억년 전부터 컬럼비아 초대륙에서 분리되었다.

#### 자오 모델: 1.85 Ga 강괴 합병 모델

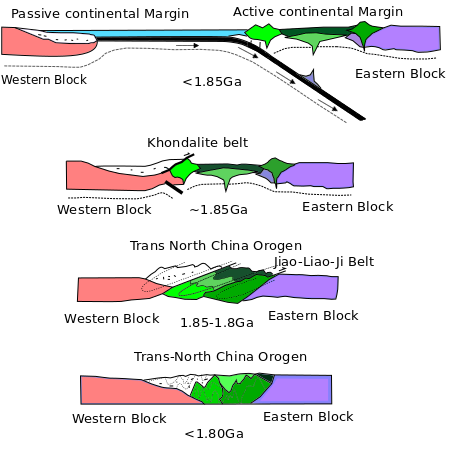
1.8 Ga 강괴 합병 모델(두 번째 모델)의 모습. 두 지각괴의 합병은 섭입대에서 일어났다. 섭입해 들어간 해양판이 암석권의 수화 작용을 일으켜 마그마 풀룸(녹색으로 표시)을 형성하였다. 이 마그마 덩어리들은 나중에 중국 횡단 조산대를 만드는 역할을 하였다. 두 지각괴가 추가로 충돌하고 하나로 합쳐지면서 콘돌라이트대, 자오-랴오-지 대, 북중국 횡단 조산대가 형성되었다. 강괴가 형성되고 나서 중국 횡단 조산대는 발산, 지속적인 융기, 침식 현상 등을 겪으며 조산대 내 지층 암석의 방향을 바꿔놓았다. 2000년 자오의 수정 연구 기반 도표.

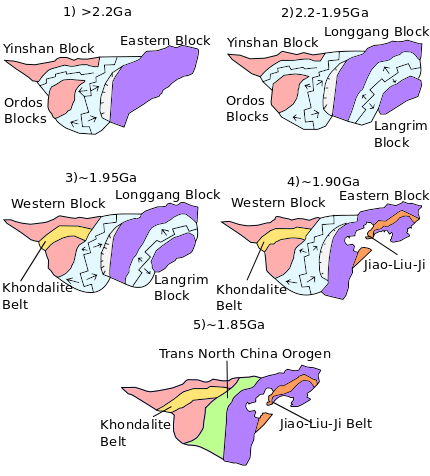
1.85 Ga 합병 모델에서 북중국 강괴가 진화하는 모습을 그린 도표.
1) 약 22억년 전 발산 운동으로 강괴가 인산 지각괴, 오르도스 지각괴, 동부 지각괴 3개 지각괴로 쪼개지면서 그 사이 공간은 바다가 된다.
2) 동부 지각괴에서 열개가 발달하면서 약 22억년에서 19억 5천만년 전 동부 지각괴가 룽강 지각괴와 낭림 지각괴 둘로 쪼개지기 시작한다.
3) 약 19억 5천만년 전 인산 지각괴와 오르도스 지각괴가 하나로 합쳐지면서 콘돌라이트대를 형성하였다.
4) 룽강 지각괴와 낭림 지각괴 사이 열개의 발산 활동이 정지하고, 지각괴들이 다시 동부 지각괴로 하나로 합쳐지기 시작하면서 약 19억년 전이 되면 자오-랴오-지 대가 형성된다.
5) 약 18억 5천만년 전 동부 지각괴와 서부 지각괴가 하나로 합쳐지면서 그 사이 지역이 북중국 횡단 조산대를 형성하였다.
2012년 자오의 수정 연구 기반 도표.

자오는 위 대신에 약 18억 5천만년 전 동부와 서부 지각괴가 합쳐졌을 것이라 보는 다른 모델을 제시하였다. 약 38억년에서 27억년 전 시생누대는 지각이 발전한 시대라 본 것이다.
대륙이 이 시기 전세계적으로 커지기 시작했는데 북중국 강괴도 비슷한 추세로 점점 커졌다. 약 46억년에서 28억년 전 신시생대 이전 시기 암석은 기반암에서 극히 일부만 볼 수 있지만 강괴에서는 약 41억년 전 형성된 것으로 추정되는 지르콘이 발견되었다. 자오는 페름기 지층의 약 85%를 차지하는 약 28억년에서 25억년 전 북중국 강괴의 신시생대 시기 지각이 서로 다른 두 시기에 생겨났다고 주장했다. 첫번째는 약 28억년에서 27억년 전 시기이며 두번째는 지르콘의 연대 데이터를 통해 확인한 수치로 약 26억년에서 25억년 전 시기이다. 자오는 25억년 전 변성암 형성을 설명하기 위해 심성암체(pluton) 모델을 제시했다. 약 28억년에서 25억년 전 신시생대 시기 멘틀이 위로 분출하여 상부 멘틀과 지각 심부를 가열시키고 변성 작용을 일으켰다는 것이다.
25억년에서 16억년 전 고원생대 시기 북중국 강괴는 총 3단계를 걸쳐 합쳐졌고 마지막 단계는 약 18억 5천만년 전 일어났다 추정했다. 북중국 횡단 조산대의 변성 시기에 기초하여 북중국 강괴의 합병과 형성 과정을 결정하였다. 자오는 북중국 강괴가 인산 지각괴, 오르도스 지각괴, 룽강 지각괴, 낭림 지각괴 4개 지각괴로 형성되었다고 봤다. 인산 지각괴와 오르도스 지각괴가 서로 충돌하여 서부 지각괴를 형성하였고, 19억 5천만년 전에는 콘돌라이트대가 생성되었다. 동부 지각괴에서는 약 21억년에서 19억년 전 자오-랴오-지대에서 열개 발산 현상이 일어나 룽강 지각괴와 낭림 지각괴를 서로 분리하였고 그 사이에 바다가 생겨났다. 대 안에서 암석이 변성된 방식이나 대 양쪽에서 서로 대칭적인 암석 지층들이 발견된 것 때문에 발산 단층으로 서로 분리된 것이라고 추정하였다. 약 19억년 전에는 자오-랴오-지대의 열개가 섭입대 및 주향이동대로 바뀌었다. 이후 룽강 지각괴와 낭림 지각괴가 서로 합쳐져 동부 지각괴를 형성하였다. 약 18억 5천만년 전에는 동쪽으로 섭입하는 섭입대에서 동부 지각괴와 서부 지각괴가 서로 충돌, 섭입하여 두 지각괴 사이에 있던 바다가 완전히 침강하고 북중국 횡단 조산대가 형성되었다.
자오는 북중국 강괴와 컬럼비아 초대륙이 상호작용하는 모델도 제시했다. 자오는 18억 5천만년 전 강괴 형성 사건이 컬럼비아 초대륙의 형성 과정 중 일부라고 제안했다.. 또한 강괴는 컬럼비아 초대륙이 형성된 후 외측 부착(outward accretion) 사건 흔적도 남았다. 대표적으로 슝얼 화산대가 강괴 남쪽 가장자리에서 섭입대 차원의 초대륙 부착 사건의 흔적에 해당한다. 북중국 강괴는 16억년에서 12억년 전 자얼타이 바옌 오보 열곡대를 통해 초대륙과 분리되었으며 고철질 암상이 이런 분리 사건의 증거이다.
두 가설을 비교하면 아래와 같다.
| 시간대[a] | 2.5 Ga 강괴 합병 모델 (쿠스키)                                                                           | 1.85 Ga 강괴 합병 모델 (자오)                                                      |
| --------- | --- | ---------------------------------------------------------------------------------- |
| 3.8–2.7Ga | 고대 미소대륙괴들이 합쳐져 동부 지각괴와 서부 지각괴를 형성                                              | 지각이 성장하고 발전하면서 심성암체가 이 지역에서 잘 발달해 광범위한 변형을 일으킴 |
| 2.7–2.5Ga | 동부 지각괴가 변형(서부 끝자락과 충돌함)                                                                 | 지각이 성장하고 발전하면서 심성암체가 이 지역에서 잘 발달해 광범위한 변형을 일으킴 |
| 2.5–2.3Ga | 서부 지각괴와 동부 지각괴가 충돌하여 두 지각괴가 합쳐진 곳 사이에는 남북으로 펼쳐진 중앙 조산대가 생성됨 |                                                                                    |
| 2.3Ga     | 강괴 북부의 열도 지층 충돌로 내몽골-허베이 조산대가 형성                                                 |                                                                                    |
| 2.2–1.9Ga | | 자오-랴오-지대를 따라 동부 지각괴의 발산과 충돌                                    |
| 1.95Ga    | 북쪽 가장자리 부분이 컬럼비아 초대륙의 다른 대륙 부분과 충돌                                             | 인산 지각괴와 오르도스 지각괴가 충돌해 서부 지각괴와 콘돌라이트대가 형성           |
| 1.85Ga    | 북쪽 가장자리 부분이 컬럼비아 초대륙의 다른 대륙 부분과 충돌                                             | 동부 지각괴와 서부 지각괴의 충돌로 하나로 합쳐지고 북중국 횡단 조산대가 형성       |
| 1.8Ga     | 컬럼비아 초대륙에서 분리된 지각괴의 지각 환경이 확장됨                                                   |                                                                                    |

#### 다른 모델에 대한 쿠스키와 자오의 주장
쿠스키와 자오는 서로 상대방의 모델에 대해 반론을 제기했다. 쿠스키는 자오가 지각 합병 사건을 증명하기 위해 발견한 약 18억년 전의 변성 사건은 18억 5천만년 전 컬럼비아 초대륙과의 충돌 사건의 지각 겹침 흔적일 뿐이라고 주장했다. 또한 컬럼비아 초대륙과의 충돌이 암석권을 새로운 맨틀로 변성시켜 연대 측정에 영향을 미칠 수 있다고 주장했다. 또 다른 주장으로는 18억년 전으로 추정되는 변성암이 중앙 조산대(혹은 북중국 조산대)에만 국한되어 발견되지 않는다는 것이다. 이런 변성암은 서부 지각괴 전반에서 발견되어 변성 사건이 강괴 전반적으로 일어났던 사건이라고 말했다. 반면 자오는 암석학적 증거를 통해 동부와 서부 지각괴는 26억~25억년 전 중앙부와는 서로 다른 환경에서 생성되었을 것이라고 주장했다. 따라서 당시에는 두 지각괴가 서로 분리된 상태라고 주장했다. 25억년 전의 변성 사건은 심성암체 상승으로 설명할 수 있다고 말했다. 또한 자오는 쿠스키가 변성 데이터에 관한 충분한 동위원소 관련 증거를 제시하지 않았다고 지적했다. 7억년간 가만히 있지 않고 변성 사건이 계속 이어져야 한다고 주장하는 쿠스키와는 달리 자오는 변성 사건 없이 오랫동안 가만히 있는 조산대가 지구상에 많이 존재한다고 주장했다.

#### 기타 제안된 모델

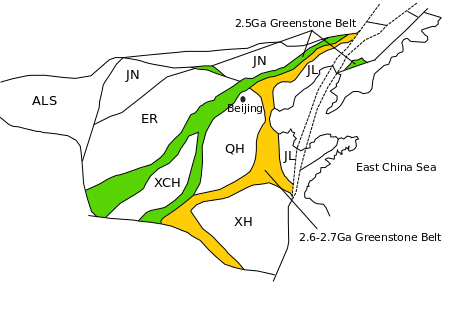
이 지도에선 자이가 주장한 미소지각괴가 어떻게 북중국 강괴라는 하나의 큰 대륙으로 합쳐졌는지를 보여준다. 자이는 강괴 각 부분에서 발견된 녹암대의 연대를 바탕으로 이 지도를 만들었다. 자이는 녹암대가 몇몇 미소지각괴의 충돌로 형성되었다고 주장했다. 지도에 있는 녹암대는 25억년 전 형성된 더 젊은 녹암대를 녹색 영역으로, 약 26~27억년 전 형성된 살짝 늙은 녹암대를 주황색 영역으로 색칠했다.. (QH: 친화이 지각괴, JL: 자오랴오 지각괴, JN: 지닝 지각괴, XCH: 쉬창 지각괴, XH: 쉬화이 지각괴, ALS: 아라산 지각괴)

쿠스키와 자오가 제안한 모델 이외에도 북중국 강괴의 진화를 설명할 수 있는 모델이 있다. 그 중 하나는 자이의 "7개 지각괴" 모델이다. 자이는 북중국 강괴에서 발생한 변형 사건의 시간대가 쿠스키의 모델이라고 동의했다. 또한 자이는 대륙이 약 29억년에서 27억년 전부터 발달하기 시작해 25억년 전 합쳐지고 여기에 컬럼비아 초대륙과의 상호작용으로 20억년에서 18억년 전 변형이 일어났다고 주장했다. 이런 지각운동은 열개대와 섭입대의 작용으로 발생했으며 쿠스키와 자오가 제안한 두 가지 모델과 비슷하다. 하지만 자이 모델이 두 모델과 가진 가장 큰 차이점으로, 자이는 북중국 강괴가 단순히 동부와 서부 지각괴의 융합으로 만들어진 것이 아니라 총 7개의 고대 지각괴가 하나로 합쳐져서 형성했다고 주장한다. 자이는 지각괴 융합을 보여주는 지표인 고순도 변성암이 북중국 횡단 조산대나 중앙 조산대에 그치지 않고 강괴 전체에서 발견된다는 점을 찾아냈다. 자이는 고압, 고온 환경의 강력한 지각 변형 사건으로만 형성될 수 있는 고순도 변성암대의 존재를 설명하기 위해 대륙의 융합 과정에 끼어든 지각괴가 더 많이 있는 증거라고 주장했다.

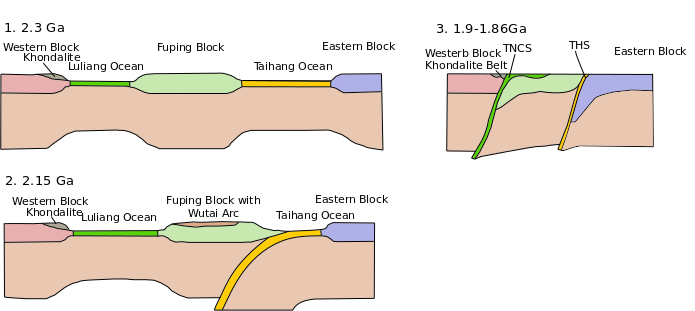
이 모식도에선 포레-트랩 모델에서 북중국 강괴가 어떻게 합쳐졌는지를 보여준다. 둘은 자오와 쿠스키의 모델에서 언급된 북중국 횡단 조산대가 실제로는 독립된 지각괴라고 주장했다. 포레와 트랩은 2번의 충돌과 융합 과정이 있었다고 말한다. 21억년 전 타이항해가 닫히고 동부 지각괴와 푸핑 지각괴가 합쳐져 타이항 봉합체(THS)가 형성되었다. 19~18억년 전에는 뤼량해가 닫히고 동부와 서부 지각괴가 합쳐져서 북중국 횡단 봉합체(TNCS)가 형성되었다. 지도는 2011년 트랩, 포레의 논문 기반.

포레와 트랩은 연구한 연대 측정과 지구론적 증거를 바탕으로 또 다른 모델을 제안했다. 둘은 Ar-Ar 연대측정과 U-Pb 연대측정법, 열개대, 조산대, 경사/주향 데이터 등 여러 지구조론적 데이터를 가지고 선캄브리아기 강괴 역사를 분석했는데 이 모델에서 최종 융합 시기는 자오가 제안한 시기인 약 18~19억년 전과 일치하지만, 또 다른 대규모 변형 시기(21억년 전)도 가능성이 높다고 주장했다. 미소지각괴의 종류도 자오의 모델과는 다르다. 포레-트랩 모델에선 자오의 모델과 동일한 고대의 지각괴인 동부 및 서부 지각괴와 더불어, 자오 모델에서는 북중국 횡단 조산대라고 봤던 지역을 푸핑 지각괴라고 따로 분류해 총 3개 지각괴가 있었다고 주장한다. 3개 지각괴는 각각 타이항해와 뤼량해라는 두 바다로 분리되어 있었다. 포레-트랩 모델은 각 지각괴의 사건 발생 순서와 그 시기도 추정했는데 약 21억년 전 동부 지각괴와 푸핑 지각괴가 합쳐저 타이항해가 닫혔으며 약 19~18억년 전 동부 지각괴와 서부 지각괴가 합쳐지면서 뤼량해까지 완전히 닫혔다.
샌터시는 대륙 강괴의 빠른 융합속도를 설명하는 모델을 제시하며 북중국 강괴의 강괴화 과정에 대한 더 나은 설명을 보여주었다. 변형이 일어난 시간선에 대해서는 변성 데이터를 기반으로 한 자오의 모델에 동의했다. 하지만 샌터시는 지각괴가 합쳐지는 동안 판의 섭입 방향을 설명하는 새로운 가설을 내놓았는데 2.5 Ga 강괴 융합 모델에서는 서쪽 방향 섭입이, 1.85Ga 강괴 융합 모델에서는 동쪽 방향 섭입이 있었다고 주장했다. 샌터시는 P파와 S파를 사용해 강괴의 광범위한 지진도를 그렸다. 이를 통해 맨틀에서 섭입된 판의 흔적을 발견하여 고대 판의 섭입 방향을 추론했다. 그 결과 인샨 지각괴(서부 지각괴의 일부)와 옌랴오 지각괴(동부 지각괴의 일부)가 오르도스 지각괴(서부 지각괴의 일부) 주변 중앙을 향해 섭입함을 발견했고 인샨 지각괴는 옌라오 지각괴를 향해 동쪽으로 섭입함을 발견했다. 인샨 지각괴는 이후 오르도스 지각괴 남쪽에서 아래로 섭입했다. 따라서 오르도스 지각괴는 이중 섭입 작용이 일어나 강괴 내 다른 지각괴 및 컬럼비아 초대륙과 활발한 상호작용이 일어났다.
|                                        | 자오 모델 (1.85Ga 융합 모델)                            | 쿠스키 모델 (2.5Ga 융합 모델)                    | 자이 모델 (7개 지각괴 모델)                                                                                                 | 포레 모델 (3개 지각괴 모델)                                                          | 샌터시 모델 (이중 섭입 모델)                            |
| -------------------------------------- | ------------------------------------------------------- | ------------------------------------------------ | --- | ------------------------------------------------------------------------------------ | ------------------------------------------------------- |
| 융합 시기                              | 1.85Ga                                                  | 2.5~2.3 Ga                                       | 2.5~2.3 Ga | 1.8~1.9Ga 시기 최종 융합, 하지만 푸핑 지각괴와 동부 지각괴의 추가 융합 과정도 존재함 | 1.85Ga                                                  |
| 북중국 강괴를 구성하는 대륙 미소지각괴 | 동부 지각괴와 서부 지각괴. 북중국 횡단 조산대로 구분됨. | 동부 지각괴와 서부 지각괴. 중앙 조산대로 구분됨. | 7개 미소지각괴 (친화이 지각괴, 자오랴오 지각괴, 지닝 지각괴, 쉬창 지각괴, 쉬화이 지각괴, 아라산 지각괴). 변성암대로 구분됨. | 동부 지각괴와 서부 지각괴 사이 푸핑 지각괴가 있음                                    | 동부 지각괴와 서부 지각괴. 북중국 횡단 조산대로 구분됨. |
| 섭입 방향                              | 동쪽 방향 섭입                                          | 서쪽 방향 섭입                                   | (언급 없음) | 서쪽 방향 섭입                                                                       | 동쪽 방향과 서쪽 방향 섭입이 동시에 일어난 이중 섭입    |

## 같이 보기
- 한국의 지질
- 경기 육괴
- 아무르판
- 친링-다비-술루 조산대
- 탄루 단층
- 시생누대 섭입
- 북중국 강괴 동부 지각괴
- 북중국 강괴 서부 지각괴
- 초시생대 지질학

## 참고 문헌
- Paleoproterozoic tectonic evolution of the North China Craton